# Alfonso della Valle di Casanova
Alfonso della Valle di Casanova (Napoli, 30 novembre 1830 – San Paolo Bel Sito, 14 agosto 1872) è stato un filantropo italiano.

## Biografia
La Famiglia Monticelli della Valle, reputata di origine normanna, antica nel Patriziato della città di Aversa, premise, per ragione di maggiorato, al proprio cognome della Valle quello di Monticelli.
Fu ricevuta per giustizia nell'Ordine Capuano di Napoli.
Ereditò dalla famiglia Cappabianca il feudo di Ventignano sul quale ottenne nel 1733 il titolo di duca; e per successione dalla famiglia Valignani ottenne i titoli di marchese di Cepagatti e di Casanova, con anzianità del 1649.
Alfonso della Valle nacque da Francesco Saverio della Valle e Marianna Capecelatro (cugina di Alfonso Capecelatro). Il nonno Cesare della Valle fu autore fra le altre cose del libretto del Maometto secondo di Gioachino Rossini.
Dopo la morte del padre nel 1836 studiò lettere e filosofia dai gesuiti. Liberale e a favore dell'unità d'Italia, fu coinvolto negli scontri del 15 maggio 1848. 
Frequentò intellettuali napoletani e non, e fu cultore della letteratura italiana. Conobbe Alessandro Manzoni che gli indirizzò una lettera in cui esprimeva i motivi che lo spinsero all'ultima revisione linguistica de I promessi sposi.
A partire dagli anni sessanta si dedicò principalmente alla beneficenza. Fondò vari asili ed orfanotrofi, ed un'Opera di ausilio per i bambini poveri (1864). Nel 1880, dopo la sua morte, fu eretto l'Istituto della Valle, ente morale che da lui prende il nome.

## Opere
- Federico Persico (a cura di), Scritti e lettere scelte, Napoli, 1878.
- Il 15 maggio 1848 a Napoli. Lettere nuovamente edite da G. Fortunato, Roma, 1916.